# Angosto (Burgos)
Angosto es una localidad del municipio burgalés de Medina de Pomar, en la Comunidad Autónoma de Castilla y León (España). 
La iglesia está dedicada a san Pedro Apóstol.

## Localidades limítrofes
Confina con las siguientes localidades:
- Al noreste con Castrobarto.
- Al este con Villalacre.
- Al sur con Rosío.
- Al suroeste con Cubillos de Losa.
- Al noroeste con Villatarás y Colina.

## Demografía
Evolución de la población
| Gráfica de evolución demográfica de Angosto entre 2000 y 2017      |
|                                                                    |
| Población de derecho (2000-2017) según el padrón municipal del INE |

## Historia
Así se describe a Angosto en el tomo II del Diccionario geográfico-estadístico-histórico de España y sus posesiones de Ultramar, obra impulsada por Pascual Madoz a mediados del siglo XIX:

Lugar en la provincia, diócesis, audiencia territorial y capitanía general de Burgos (16 leguas), partido judicial de Villarcayo (2 ½), ayuntamiento de Aldeas de Medina; Situado a los 14º y 22’ de longitud, y a los 43º y 27’ de latitud N en un vallejo cercado de cerros de poca elevación por la parte del E, N y O, sin embargo de lo cual está bien ventilado y goza de clima saludable, sin que se conozcan por lo común otras enfermedades que algunas tercianas y dolores de estómago; se compone de 38 casas de dos pisos y de 20 a 30 pies de altura, formando cuerpo de población; hay una escuela de primeras letras a la que concurren 20 alumnos de ambos sexos; una fuente de buenas y abundantes aguas para el surtido del vecindario; una iglesia parroquial bajo la advocación de San Pedro, servida por un cura párroco que por oposición provee el diocesano en patrimoniales; y un cementerio con buena ventilación. Confina su término por N con el de Castro, por E con el de Villalacre, por S con los de Cubillos y Salinas, y por O con el de Villataras. El terreno es arcilloso y flojo en su mayor parte, dividiéndose en primer, segunda y tercera clase; la primera con tiene 200 fanegas de sembradura, la segunda 400 y la tercera 500, que componen el número de 1.100, que cuenta de tierra cultivable, encontrándose también en sus montes hayas, encinas y robles; por las inmediaciones de la población corre un arroyo de curso perenne, cuyas aguas apenas se utilizan para el riego; los caminos son de pueblo a pueblo y el correo se recibe de Villarcayo por medio del valijero de Medina de Pomar. Producciones: trigo, cebada, yeros, titos, habas, patatas y yerba; ganado vacuno, lanar, cabrío y caballar; caza de liebres, perdices, zorros y lobos, y pesca de anguilas y cangrejos; la industria se reduce a un molino harinero dentro del pueblo y dos en el término, que solo trabajan en la temporada de invierno; y el comercio a la exportación de ganados e importación de granos, vino y aceite para su con-sumo. Población: 8 vecinos, 30 almas. Capital productivo: 70.000 reales. Imponible: 6.237. El presupuesto municipal asciende de 70 a 80 reales, y se cubre parte con el fondo de propios, y el resto por reparto entre los vecinos; aquellos consisten en dos arroturas que producen tres fanegas de cebada al año, y los arbitrios en 30 a 40 reales en que se remata la taberna, teniendo además 30 millones de varas cuadradas superficiales de terreno con el nombre de ejidos para arbolado, pastos y sembradura.
Diccionario geográfico-estadístico-histórico de España y sus posesiones de Ultramar